# Баллинтобер

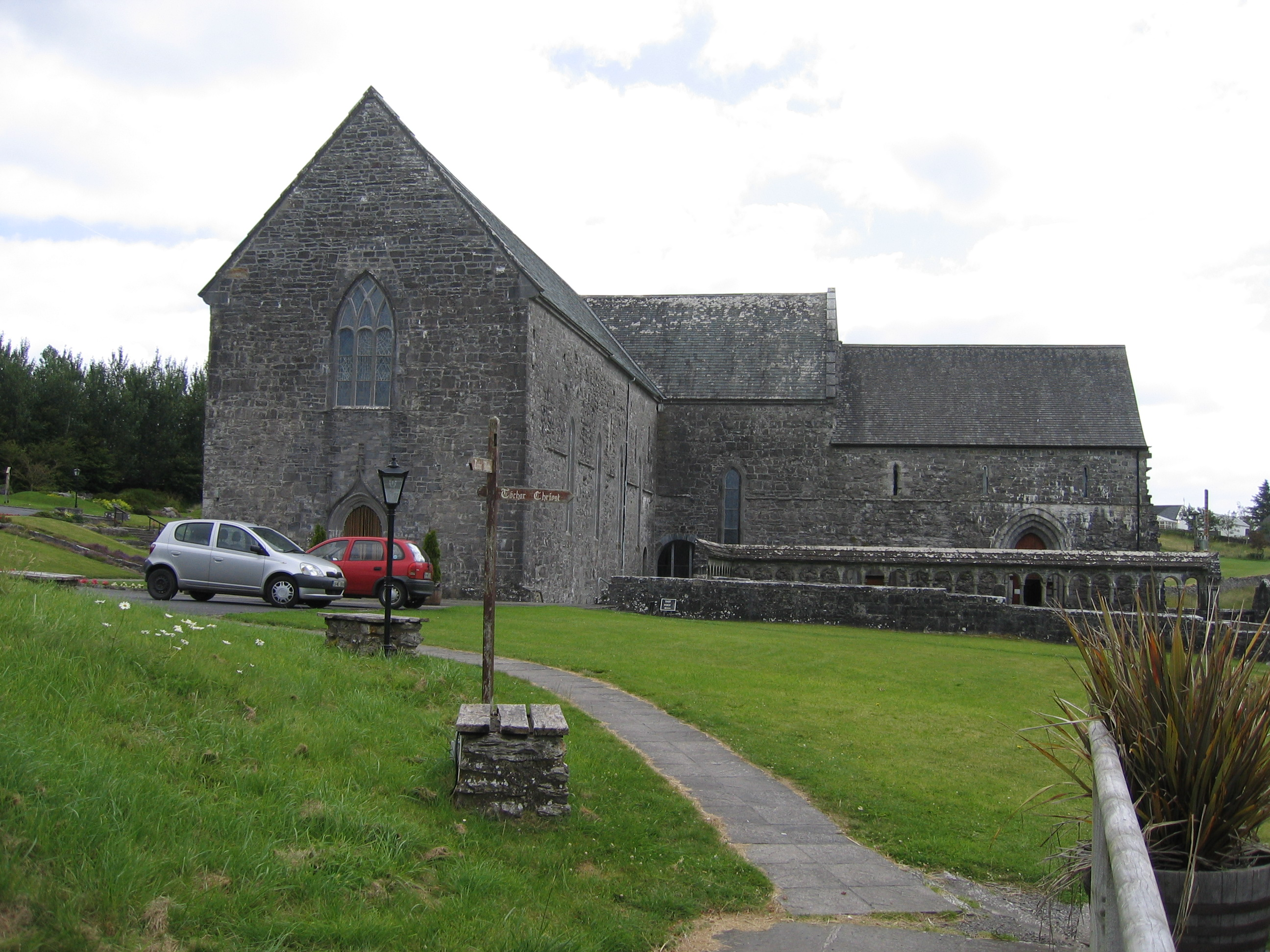
Монастырь

Баллинтобер (англ. Ballintubber; ирл. Baile an Tobair, «город колодца») — деревня в Ирландии, находится в графстве Мейо (провинция Коннахт). Население — 345 человек (по переписи 2002 года).
Известна монастырём Баллинтобер, основанном в 1216 году.